# Jeanine Cummins
Pour les articles homonymes, voir Cummins (homonymie).
Jeanine Cummins est une romancière américaine, née le 6 décembre 1974 à Rota (Espagne).

## Biographie
Née en Espagne d'un père militaire américain, elle grandit à Gaithersburg (Maryland, États-Unis).
Diplômée de l'Université de Towson, elle passe deux ans en Irlande comme serveuse de bar.
De retour aux USA en 1997, elle vit et travaille à New-York.
Sa première œuvre Une déchirure dans le ciel est le récit d'un crime véritable sur la tentative de meurtre contre son frère et l'assassinat de ses deux cousines dans le Missouri, sur le old  Chain of Rocks Bridge en avril 1991.

Son second ouvrage, le roman Le garçon du dehors, traite des Travellers, nomades irlandais, gens du voyage, Roms.

L'action de son troisième roman La branche tordue se déroule durant la Grande famine irlandaise de 1845-1852.

Son quatrième livre, American Dirt, sur la violence des cartels au Mexique (Acapulco) et la fuite d'une survivante et de son fils vers la barrière entre les États-Unis et le Mexique, dans les années 2015-2019, lui assure une reconnaissance ambiguë en 2020.

## Controverse
Jeanine Cummins est accusée d'appropriation culturelle par l'écrivaine et militante mexicaine Myriam Gurba. Dans un article paru dans le blog Tropics of Meta au sujet du livre American Dirt , Myriam Gurba avance l'idée que Jeanine Cummins n'a pas la légitimité pour écrire des histoires mettant en scène des personnes issues d'autres communautés que la sienne.

## Œuvres
- A Rip in Heaven: A Memoir of Murder and Its Aftermath, Berkley, 2004  (ISBN 978-0451210531) Une déchirure dans le ciel, traduit par Christine Auché, Paris, Philippe Rey, 2022  (ISBN 978-2-84876-893-9)
- The Outside Boy, Berkley, 2010  (ISBN 978-0451229489) Le garçon du dehors, traduit par Christine Auché, Paris, Philippe Rey, 2023  (ISBN 9782384820214)
- The Crooked Branch, Berkley, 2013  (ISBN 978-0451239242) La branche tordue, traduit par Christine Auché, Paris, Philippe Rey, 2024  (ISBN 9782384820856)
- American Dirt (en), Flatiron, 2020  (ISBN 978-1250209764) American dirt, traduit par Françoise Adelstain et Christine Auché, Paris, Philippe Rey, 2020  (ISBN 978-2-84876-828-1) ; réédition, Paris, 10/18 no 5693, 2022  (ISBN 978-2-264-07471-3)
- Speak to Me of Home, 2025, Thorndike Press, traduction par Romain Vigier,  (ISBN 978-1-25040-903-4)